# Tierisch tierisch
Tierisch tierisch ist der Titel einer Fernsehsendung, die vom MDR ausgestrahlt wird. Im Mittelpunkt steht die Vermittlung von Haustieren.

## Inhalt
In jeder Folge werden Haustiere aus einem Tierheim im Sendegebiet des Mitteldeutschen Rundfunks vorgestellt (Sachsen, Sachsen-Anhalt und Thüringen), vorwiegend Hunde und Katzen. Bis zum 25-jährigen Jubiläum gelang so die Vermittlung von mehr als 8000 Tieren aus über 100 Tierheimen.
Der Inhalt wird mit Beiträgen ergänzt, die allgemeines Wissen rund um das Thema Haustiere vermitteln sollen, wie etwa zu Fragen der Tierhaltung.